# پورشه ۹۱۴
پورشه ۹۱۴ (به انگلیسی: Porsche 914) خودروی اسپورتی بود، که از سال ۱۹۶۹ تا ۱۹۷۶ توسط شرکت‌های پورشه و فولکس‌واگن، در کشور آلمان غربی تولید می‌شد. طراحی آن از نوع خودروهای موتور وسط عقب-محور عقب بوده‌است.